# Chiron

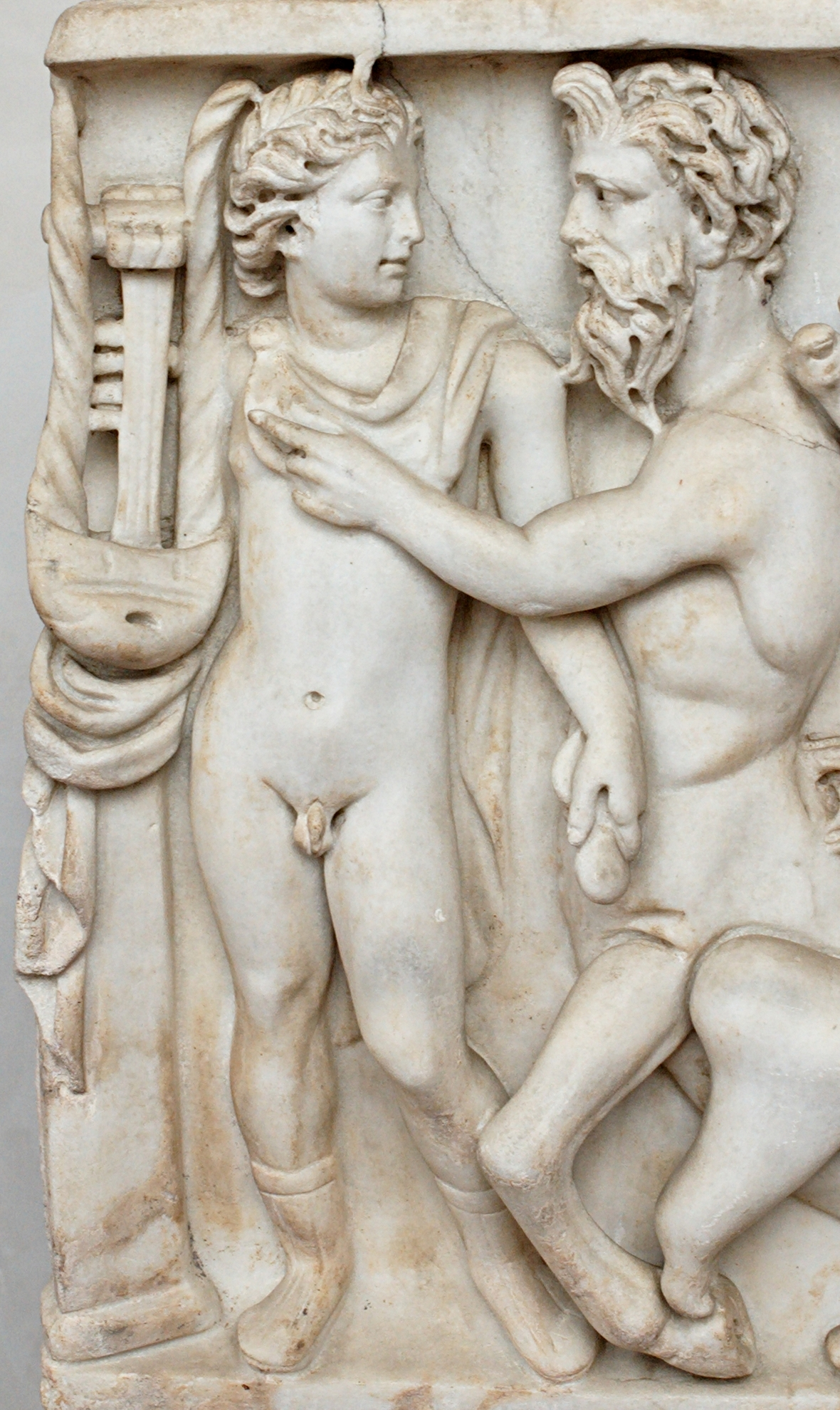
Ahile și Chiron

La început, Chiron (în greacă Χείρων, Cheiron) a fost un zeu thessalian al vindecării, dar, în mitologia greacă de mai târziu, el supraviețuiește ca unul dintre centauri. Spre deosebire de alții din rasa lui, Chiron a fost înțelept și avea cunoștințe avansate despre arta vindecării. A fost profesor pentru Iason, Asclepios, Tezeu și Ahile. Când a fost lovit accidental de o săgeată otrăvită trasă de Heracles, Chiron a renunțat la nemurire (în favoarea lui Prometeu) pentru a scăpa de durere prin moarte. După deces, el a devenit Constelația Săgetătorului. Chiron este fiul lui Cronos și al Philyrei.
Zeus l-a așezat printre stelele din constelația Săgetătorului.